# Талични Том
Талични Том (енгл. Lucky Luke) један је од најпопуларнијих стрипова у Европи, а припада жанру комичног вестерна. 
Духовни отац и цртач серијала је Белгијанац Морис де Бевер. После првих десет епизода (од 1957. године), па до краја свог живота сценарио је писао Рене Гошини, а касније и Боб де Грот, Жан Летержи и други.

## Ликови
Лик Таличног Тома надахнут је улогама глумца Гарија Купера. Обучен је у препознатљиво каубојско одело са црвеном марамом и шеширом. У потезању пиштоља је бржи од своје сенке.
Највећи непријатељи су му браћа Далтон: Џо, Џек, Вилијам и Аверел (сваки виши и глупљи од претходног) као и мама Далтон. Ту је и Каламити Џејн, неотесана каубојка која пије, псује, подригује и обара мушкарцима руке.
Верни пратиоци и пријатељи кроз његове бројне авантуре на Дивљем западу су коњ Џоли Џампер, а понекад и најглупљи пас на свету Рантанплан, који је код разних домаћих издавача различито превођен, најчешће као Лајавко и Шапоња, а у преводу цртаних филмова као Бувара.

## Модерне верзије
Након ауторове смрти 2001. године цртање његових стрипова преузимају други аутори, пазећи на Морисов карактеристичан стил. Цртач који у цртању Таличног наслеђује Мориса је Ахде (фр. Achdé).

## Српски преводи
„Талични Том“ се у Србији и југословенским земљама објављује више од пола века, а премијеру је имао почетком 1960-их у београдском листу Кекец, када је именима ликова кумовао писац Душко Радовић, тада члан редакције, сценариста стрипова и преводилац са француског. Серијал се од тада објављује и прештампава код највећих издавача („Форум“, „Дечје новине“, „Политика“...) у часописима и албумима.
Од 2021. године, српски издавач „Таличног Тома“ је издавачка кућа „Чаробна књига“ из Београда. Реч је о интегралним издањима од по три епизоде, почев од најранијих Морисових остварења, па до новијих радова аутора који су наследили серијал. За ово издање коришћен је превод чувеног преводиоца Ђорђа Димитријевића (Гаша Шепртља, Астерикс...), док је епизоде које до сада нису објављиване на српском језику превела Мелита Лого-Милутиновић, добитница награде „Милош Н. Ђурић” за преводе са француског језика.